# Final Exit
Final Exit (de título completo Final Exit: The Practicalities of Self-Deliverance and Assisted Suicide for the Dying o Salida final: prácticas de autoliberación y suicidio asistido para quien está muriendo) es un libro de 1991 escrito por Derek Humphry, periodista estadounidense nacido inglés, abogado por el suicidio asistido y cofundador de la hoy desaparecida Hemlock Society en 1980 y cofundador de la Final Exit Network en 2004.  
Se publicó por primera vez en 1991 por Dell Publishing. La última edición hasta la fecha es de 2010.
Es el tercer libro de Derek Humphry sobre la auto-eutanasia, precedido por Jean's Way (1978) y The Right to Die: Understanding Euthanasia (1986).
El libro, descrito como un "manual para el suicidio" por aquellas personas críticas con él, describe aspectos de planificación y medios con los que aquellas personas con enfermedades terminales o quienes sufren aunque no necesariamente mueran, pueden terminar con sus vidas. Describe, por ejemplo, leyes, técnicas y testamentos vitales.